# Israels barriär på Västbanken

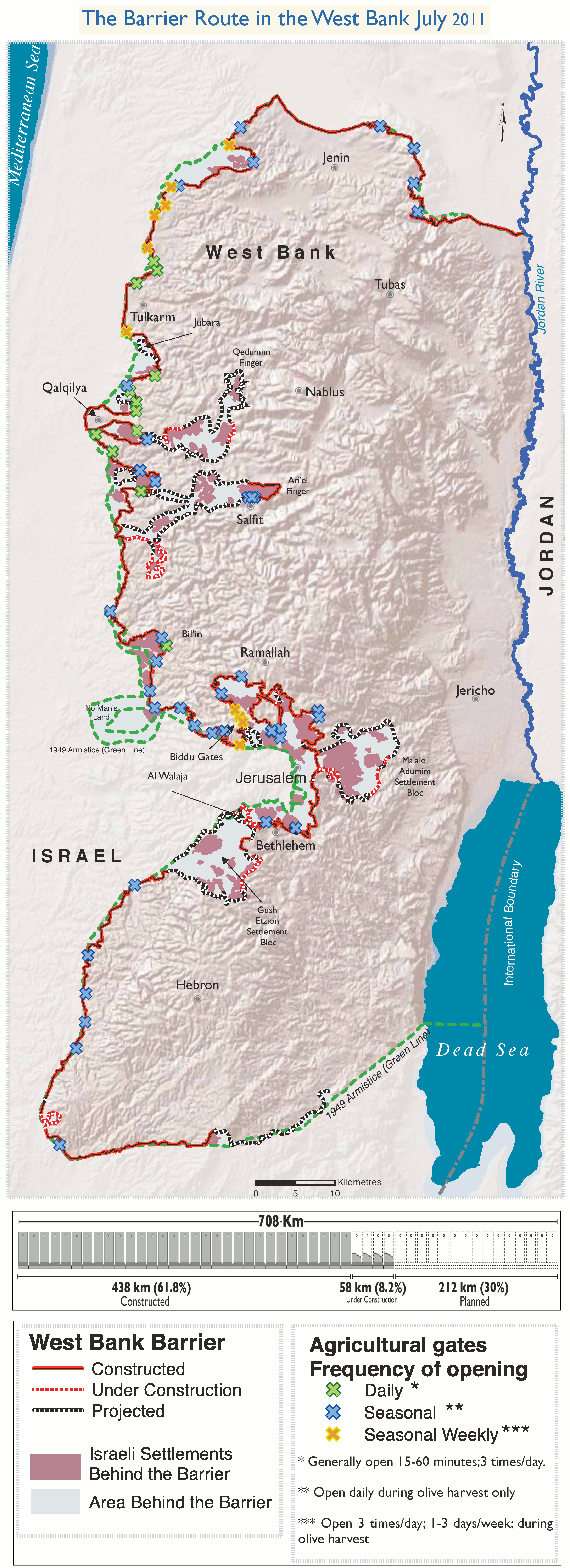
Barriären i juli 2011: 438 km färdigställt, 58 km under byggnation, 212 km planerat.

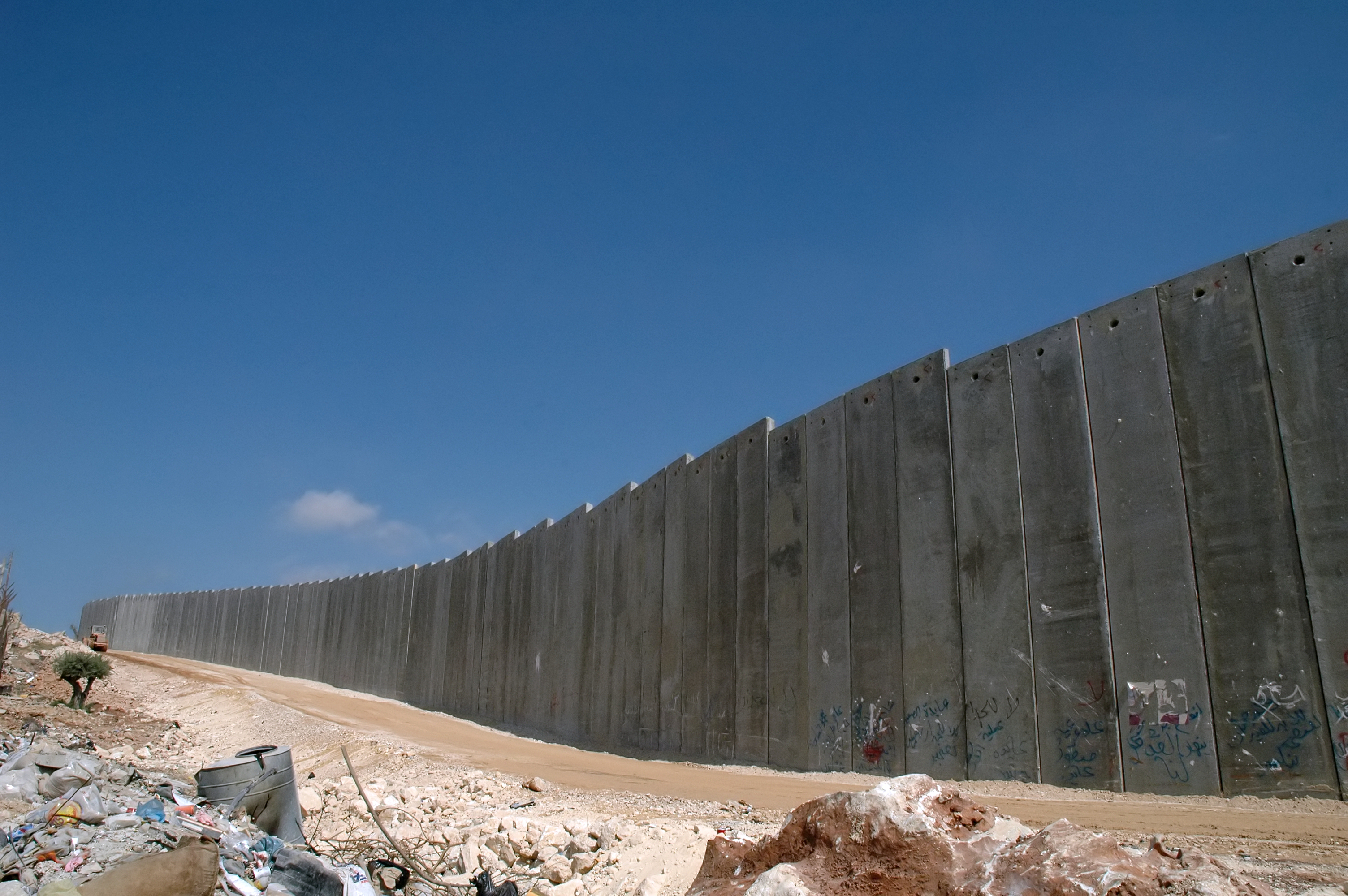
En del av barriären på Västbanken.

Israels barriär på Västbanken är en separationsbarriär som byggs av Israel på Västbanken. Den planeras bli 720 kilometer lång, varav 62 procent byggts till och med 2012.[uppföljning saknas] Internationella domstolen i Haag har valt att använda beteckningen "mur" trots att endast c:a 72km av barriären består av en åtta meter hög betongmur. Resterande 90% av "muren" utgörs av ett stängsel. Konstruktionen har blivit kontroversiell främst eftersom den till stor del är byggd på den av Israel ockuperade Västbanken och inte på 1949 års vapenstilleståndslinje.

## Beskrivning och historik
Barriären är ett samlingsnamn på en serie av befästningar, taggtrådsstängsel, åtta meter höga betongmurar, elektroniska övervakningssystem, bevakningstorn, djupa diken och militärvägar samt ett system av motorvägar som palestinier är förbjudna att färdas på. Den består i huvudsak av en 60 meter bred "säkerhetsarea" mellan höga parallella stål- och concertinatråd-stängsel med vakttorn (obebodd mark) och till 10% av en åtta meter hög och två meter tjock betongmur (vid bebodd mark).
Barriären började byggas år 2002 på initiativ av Israels premiärminister Ariel Sharon. Den officiella israeliska hållningen är att det är barriären som är orsaken till senare års minskning av terrorattentat i Israel.
Totalt 85 procent av barriären är byggd inom palestinskt territorium, där dess utbredning isolerar 9,5 procent av landområdena på Västbanken från dess befolkning. 25000 palestinier bor i området mellan barriären och den 'gröna linje' som utgör Israels officiella gränser, och skärs sålunda av från resten av de palestinska samhällena. Det finns 66 mer eller mindre tillgängliga passager genom barriären. Palestinier får bara undantagsvis tillstånd att passera genom dessa. Vad gäller palestinska jordbrukare vars jordbruksmark ligger på fel sida om barriären ges bara tillstånd att passera i samband med olivskördarna, vilket är förödande för andra näringsgrenar inom jordbruk.
Barriären har avskärmat stora områden inne på Västbanken från omgivningen. Israels högsta domstol har visserligen i en dom fastställt att barriären inte får förhindra rörligheten inne på palestinskt område. Israels officiella hållning är att barriären är temporär och man säger att den ska försvinna om terrorn upphör.
Amnesty har i en omfattande rapport påtalat de brott mot internationell rätt som Israel begår genom murbygget och annan aktivitet på de ockuperade områdena.
Mellan 24500 och 57000 palestinier har genom konstruktionen av barriären förlorat sina hem och blivit flyktingar i sitt eget land.

## Internationella domstolen i Haag
Den Internationella domstolen i Haag uttalade 2004 att Israels barriär strider mot folkrätten.

## Benämning
Den kontroversiella barriären kallas av Israel vanligen för "säkerhetsstängsel" eller "antiterrorstängsel". Barriären kallas också ofta för "Israels mur på Västbanken", "apartheidmuren", och "separationsbarriär". Barriären reducerar effektivt palestinska terrorinfiltrationer som har skördat 1000-tals israeliska civilas liv. Israels säkerhetsbarriär  består av mindre än 10% cementmur. Där mur  finns är på de platser där det är lätt för palestinska krypskyttar att upprätta strategiska positioner. Det finns ett 60-tal passager utmed barriären där ca 800.000 palestinier passerar dagligen för arbete och studier i Israel
I ett rådgivande yttrande den 9 juli 2004 valde Internationella domstolen i Haag att använda beteckningen "mur" och fördömde den som i strid med folkrätten. Domstolen menade att Israel hade rätt att bygga en mur inom sitt eget territorium eller längs gränsen, men inte på den av Israel ockuperade Västbanken. Israel sades därför vara tvungen att riva de delar av muren som ligger på ockuperat territorium, vilket dock inte skett, även om dragningen modifierats många gånger av Israels Högsta Domstol.